# Paeonia peregrina
Paeonia peregrina är en pionväxtart som beskrevs av Philip Miller. Paeonia peregrina ingår i släktet pioner, och familjen pionväxter. Inga underarter finns listade i Catalogue of Life.

## Bildgalleri

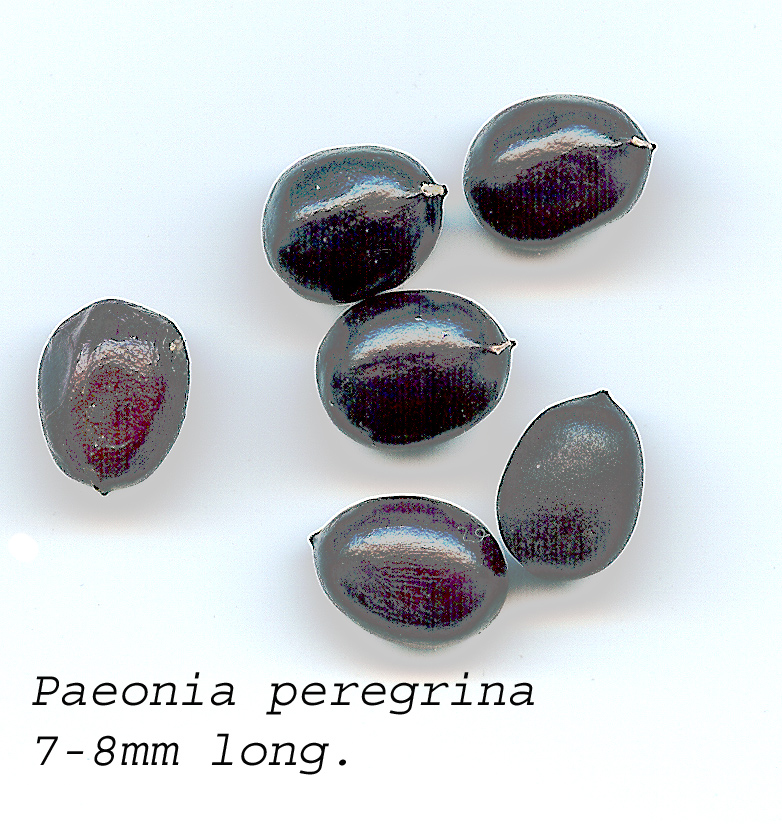
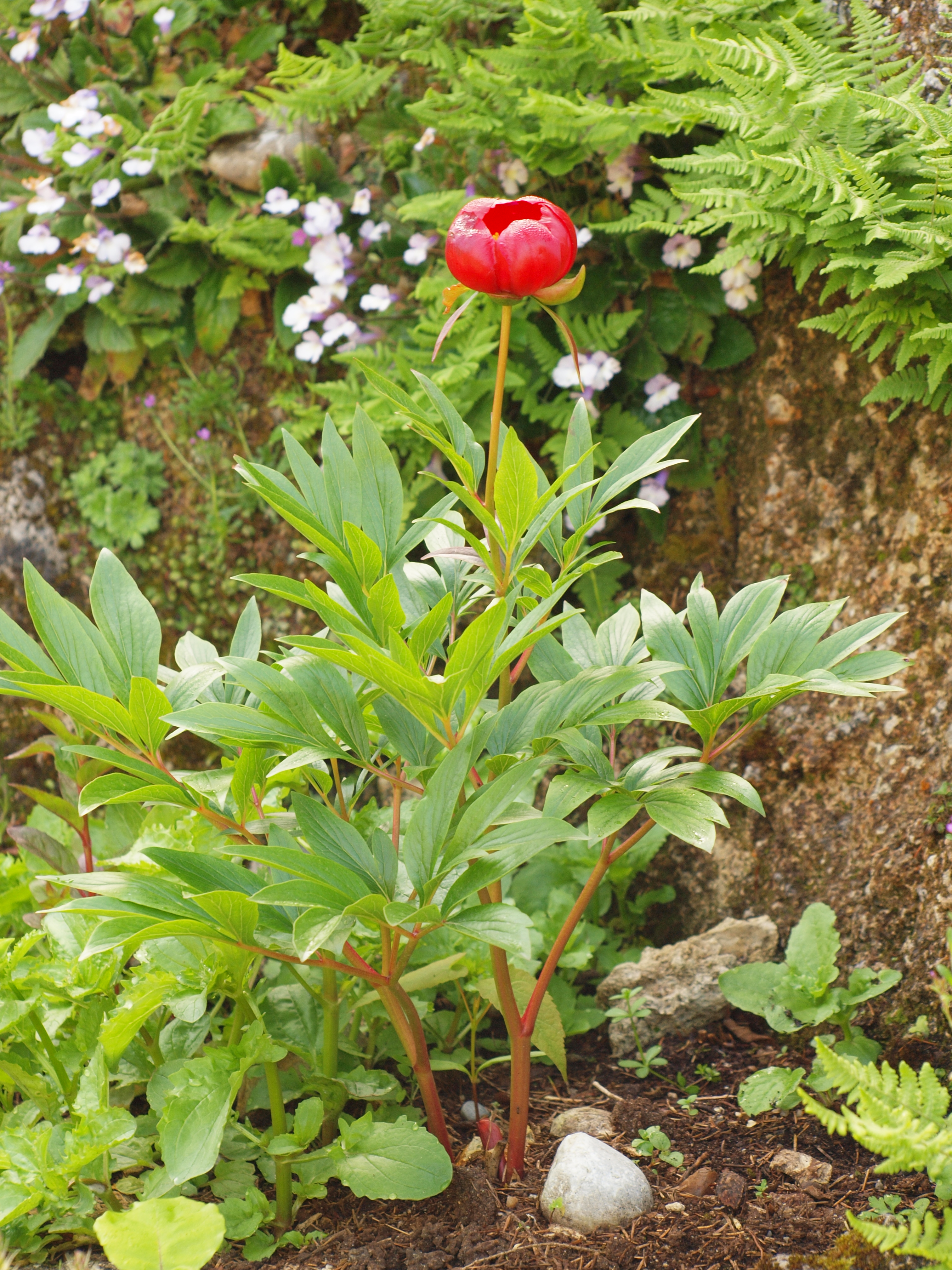
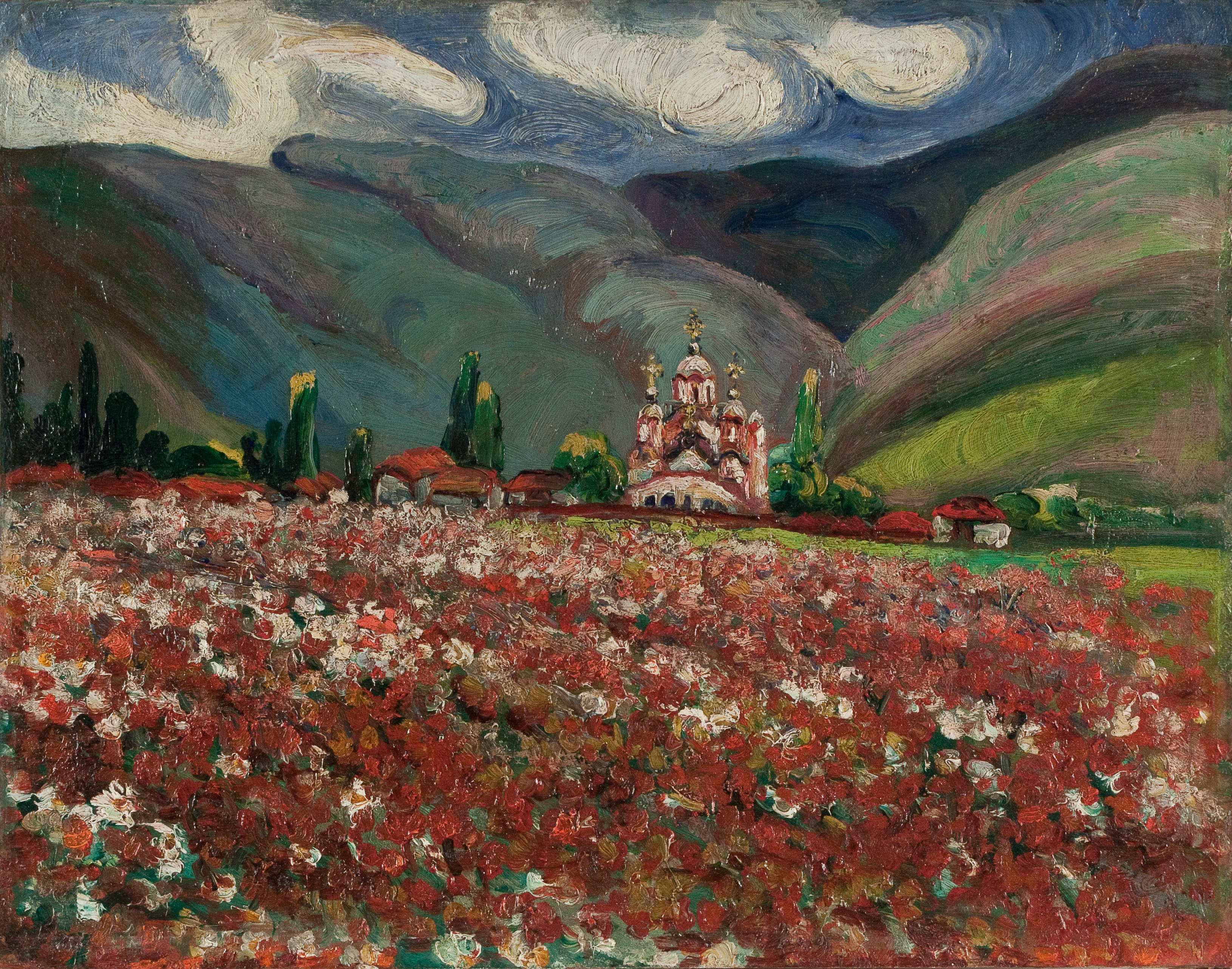